# 行政区 (法国)
在法国，行政区指的是为行政管理之目的而从国家领土划分的地理区域。其不具有法人地位，是国家通过其权力下放机构或代表在其领土上行动的框架。
行政区有两种类型：普通法行政区（circonscription de droit commun，包括市镇、区、省、大区四种）和特别行政区（circonscription administrative spécialisée）。县曾是普通法行政区与省级选区，2013年5月17日法律颁布之后，县的行政区属性被取消。2015年之后，县不再是普通法行政区，而是仅作为省级选区存在。

## 类型

### 当前
| 类型                                        | 名称               | 行政权执行者                 | 目的                           |
| ------------------------------------------- | ------------------ | ---------------------------- | ------------------------------ |
| 普通法行政区                                | 大区               | 大区区长                     | 一般行政                       |
| 普通法行政区                                | 省                 | 省长                         | 一般行政                       |
| 普通法行政区                                | 区                 | 副省长（即区长）             | 一般行政                       |
| 普通法行政区                                | 市镇               | 市长                         | 一般行政                       |
| 特别行政区 (非普通法行政区的所有其他行政区) | 防务与安全区       | 区长                         | 国家安全与公民和经济防务的管理 |
| 特别行政区 (非普通法行政区的所有其他行政区) | 流域行政区         | 区长                         | 水务管理                       |
| 特别行政区 (非普通法行政区的所有其他行政区) | 大学区             | 大学区区长                   | 国家教育管理                   |
| 特别行政区 (非普通法行政区的所有其他行政区) | 国家教育省级服务局 | 国家教育服务学术主任 (DASEN) | 国家教育管理                   |
| 特别行政区 (非普通法行政区的所有其他行政区) | 国家教育地方行政区 | 国家教育监察员               | 国家教育管理                   |
| 特别行政区 (非普通法行政区的所有其他行政区) | ……                 |                              |                                |

### 曾经
- 县
- 专区
- 地区行动区（circonscriptions d'action régionale）